# Castillo de Krásna Hôrka

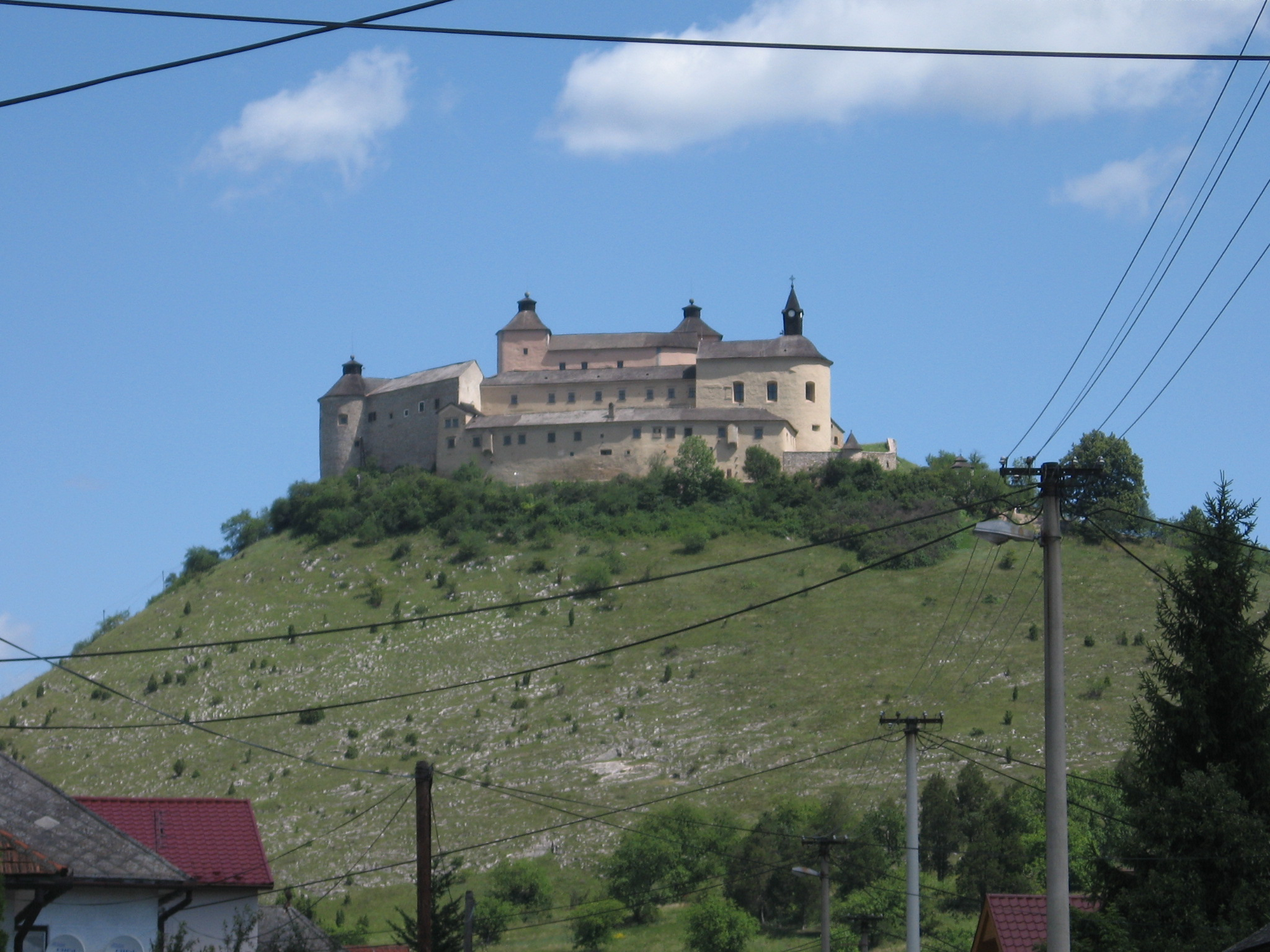
Castillo de Krásna Hôrka.

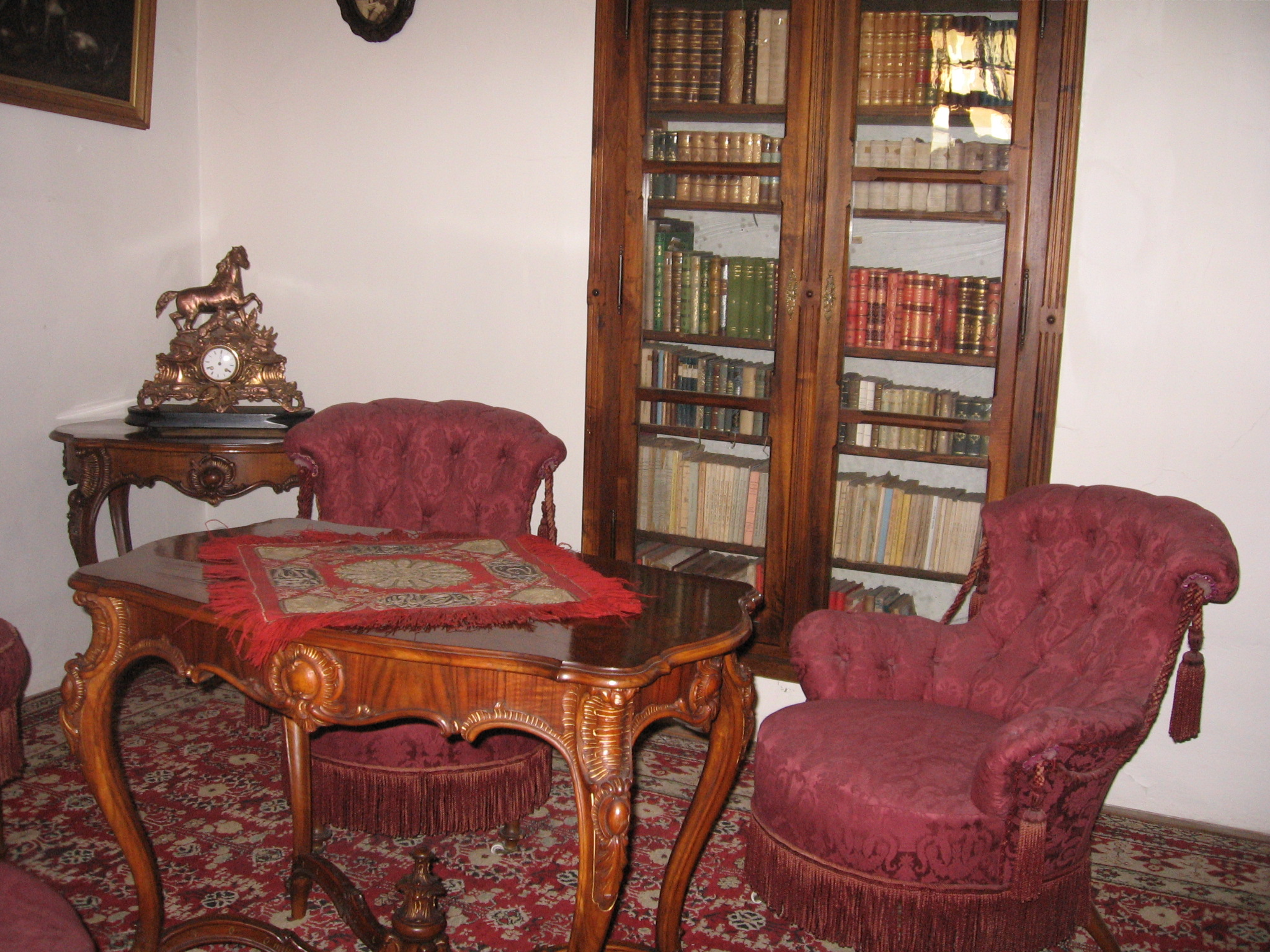
Mobiliario del interior del castillo.

El Castillo de Krásna Hôrka se encuentra en Eslovaquia y corona el pueblo de Krásnohorské Podhradie, próximo a Rožňava, en la región de Košice. La primera mención escrita del castillo data de 1333. Desde 1961, Krásna Hôrka está considerado un Monumento Cultural Nacional. Estaba considerado uno de los castillos mejor preservados de Eslovaquia. El 10 de marzo de 2012 sufrió numerosos daños a causa de un incendio.

## Historia
Los inicios del castillo están ligados a los hermanos Filip y Detre Szárs de la familia Ákos, quienes empezaron a construirlo en el siglo XIII en una ruta comercial que partía de Transilvania y recorría Košice, Spiš y la actual Polonia. La familia Ákos (que posteriormente cambiaría de nombre a Bebek) residió en Krásna Hôrka desde mediados del siglo XIII hasta 1566, exceptuando un breve periodo en que la familia Mariássy se apoderó del castillo. En 1578 pasó a manos de Péter Andrássy y permaneció en poder de la familia húngara Andrássy hasta 1918, año del establecimiento de la Primera República Checoslovaca.
Durante 2010 y 2011 el castillo pasó por un proceso de renovación y volvió a abrirse al público en abril de 2011.

## Incendio de 2012
El 10 de marzo de 2012, el castillo se incendió. Según los bomberos que trabajaban en el lugar del incendio, la causa fue la quema imprudente de hierba seca. El día después del incendio, el portavoz de la policía de la región de Košice dijo que la hierba que rodeaba el castillo prendió fuego después de que dos niños de 11 y 12 años trataran de encender un cigarrillo. Posteriormente el fuego se extendió y alcanzó el castillo.
Fueron completamente destruidos el tejado del castillo, la exposición en el palacio gótico y el campanario. El calor fundió tres de las campanas del campanario. El edificio sufrió muchos daños. Al principio se pensó que muchos de sus objetos históricos fueron destruidos. Sin embargo, según el ministro de Interior, Daniel Lipšic, «la gran mayoría de los objetos expuestos no sufrió daños». Daniel Krajcer, ministro de Cultura, declaró que solo la parte superior del castillo (incluyendo las colecciones) fue destruida. Según el Museo Nacional de Eslovaquia, el 90% de las colecciones no sufrió daños.